# Gerry Mayer

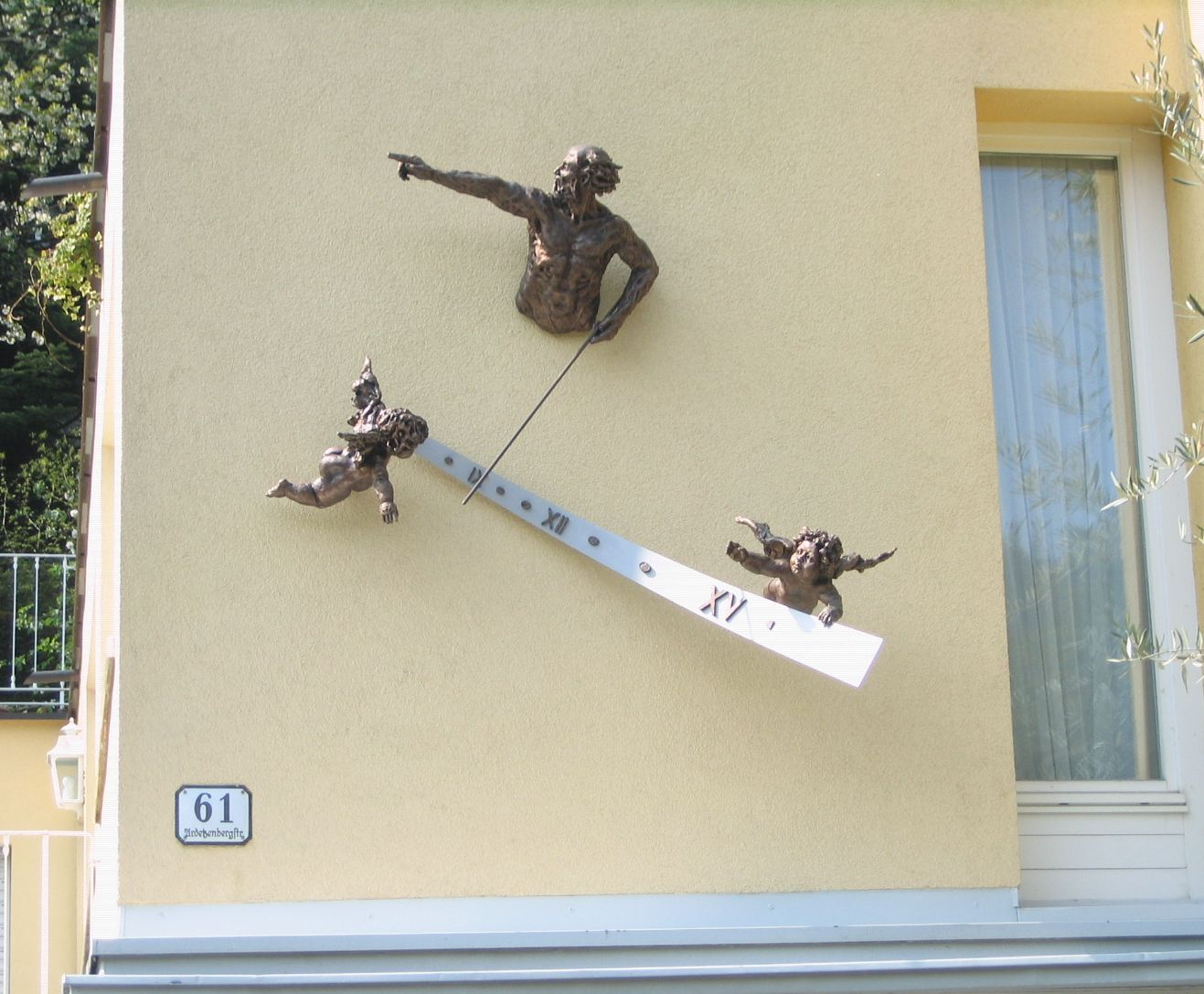
Sonnenuhr

Gerry Mayer (* 3. August 1960 in Lustenau) ist ein österreichischer Bildhauer.

## Leben
Gerhard Mayer besuchte die Höhere Technische Lehranstalt in Bregenz, nach deren Absolvierung er Ingenieur wurde. Von 1976 an fertigte er Zeichnungen und bildhauerische Arbeiten an, vorwiegend in Bronze, aber auch in Stahl, Raku und anderen Materialien. Von 1985 bis 1997 führte Mayer themenzentrierte Studien in Nord- und Südamerika, Asien und Europa durch. Seit 2005 geht er Lehrtätigkeiten an der Akademie Stift Geras und Kunstfabrik Wien (figürliches Modellieren) nach.
Seit 2008 lebt und arbeitet er in der Vorarlberger Gemeinde Dünserberg.

## Frei zugängliche Werke (Auswahl)
- 2002 4 Elemente, Balzers (FL)
- 2009 Sonnenuhr, Feldkirch (AT)
- 2010 3 Grazien, Mauren (FL)

## Ausstellungen (Auswahl)
- 2009  Art Innsbruck, Galerie Ainberger-Manzl, Hopfgarten (AT)
- 2010  Galerie Altesse, Nendeln (FL)[1][2]
- 2011  Broadway Gallery, New York City (USA)
- 2013  Galerie Altesse, Nendeln (FL)